# Transparent von Croncels
Transparent von Croncels ist eine Sorte des Apfels (Malus domestica). Sie entstand in der Baumschule Baltet in Croncels bei Troyes in Frankreich und ist seit 1869 im Handel erhältlich. Laut Walter Hartmann (1996, 2000) ist der vollständige Name Transparent aus Croncels. Die Sorte hat mehrere synonyme Bezeichnungen: Apfel aus Croncels, Croncels, Durchsichtiger von Croncels, Eisapfel von Croncels, Rosenapfel von Croncels und Apfel von Croncels.

## Beschreibung
Der anfangs stark- und später mittelstarkwüchsige Baum bildet schräg aufrechte Leitäste mit einer dichten seitlichen Verzweigung aus. Wegen ihrer Starkwüchsigkeit und Frosthärte wurde die Sorte früher als Stammbildner verwendet. Die Sorte ist anfällig gegen Apfelschorf, Mehltau, virösen Besenwuchs und Blattmosaikviren. Sie verträgt keinen schweren Boden, weil sie dort Pflanzenkrebs bekommt, und kein raues Klima, weil dort die Früchte nicht ausreifen.
Die Blütezeit ist lang anhaltend. Die Blüten entwickeln sich endständig an Kurztrieben oder seitlich an ein- und zweijährigem Langtrieben und sind frost- und witterungsunempfindlich.

## Frucht
Die mittelgroße bis sehr große Frucht wird 80 mm breit und 67 mm hoch und erreicht ein Gewicht von 195 g. Die glatte, trockene bis schwach fettige, mitteldicke und feste Schale ist grünlichgelb bis rötlichgelb gefärbt und hellorange bereift. Das gelblich bis hell lachsgelbe Fruchtfleisch ist locker, beinah schaumig, mittelfeinzellig, saftig, zart süßsäuerlich und abhängig vom Standort wenig bis feinaromatisch. Der Apfel ist von außen sehr leicht eindrückbar. Die Pflückreife beginnt Ende August und geht bis Mitte September. Die Genussreife reicht von September bis Oktober. Der Apfel ist sehr druck- und transportempfindlich und nicht länger als einen Monat lagerfähig. Er ist bei Bäckereien ein gesuchter Kuchenapfel.

## Chemische Analysen
Bei spendenfinanzierten Analysen wurde mit 2003 mg/kg ein sehr hoher Wert an Polyphenolen im Vergleich zu neueren Sorten gemessen.